# Baccon
Baccon är en kommun i departementet Loiret i regionen Centre-Val de Loire strax norr Frankrikes mitt. Kommunen ligger i kantonen Meung-sur-Loire som tillhör arrondissementet Orléans. År 2022 hade Baccon 643 invånare.

## Befolkningsutveckling
Antalet invånare i kommunen Baccon
| Referens: INSEE |